# Marandeuil
Marandeuil település Franciaországban, Côte-d’Or megyében. Lakosainak száma 97 fő (2022. január 1.). Marandeuil Cuiserey, Saint-Léger-Triey, Trochères, Charmes, Drambon, Étevaux és Montmançon községekkel határos.

## Népesség
A település népességének változása:
| Lakosok száma | 41   | 38   | 58   | 49   | 123  | 118  | 113  | 104  | 102  | 97   |
|               | 1968 | 1982 | 1990 | 2006 | 2013 | 2015 | 2017 | 2019 | 2020 | 2022 |